# Mocinha da Mangueira
Rivailda do Nascimento Souza (Rio de Janeiro, 1926 — Rio de Janeiro, 26 de julho de 2002), conhecida como Mocinha, foi uma porta-bandeira brasileira.
Filha de Angenor de Castro, um dos fundadores da Mangueira, nasceu no Morro do Telégrafo. Aprendeu a dançar com sua tia Raimunda, que foi a primeira porta-bandeira da história da escola. Estreou nos desfiles em 1952, como segunda porta-bandeira. Só conquistou o posto de primeira porta-bandeira em 1981, após a morte de Neide da Mangueira.
Ganhou três vezes o Estandarte de Ouro, a primeira em 1980, ainda como segunda porta-bandeira, e depois em 1981 e 1984.
Continuou defendendo a bandeira verde e rosa até 1988, tendo como parceiros Delegado, Lilico, Edinho, Jorge Rasgado, Arísio e Arilton. Passou então a desfilar no carro dos baluartes da escola, até 1991. Morreu de insuficiência renal em 2002.

## Premiações
- Estandarte de Ouro (O Globo)

1. 1980 - Melhor porta-bandeira (Mangueira) [6]
2. 1981 - Melhor porta-bandeira (Mangueira) [7]
3. 1984 - Melhor porta-bandeira (Mangueira) [8]

- Estandarte do Povo (Jornal do Brasil)

1. 1983 - Melhor porta-bandeira (Mangueira) [9][10]